# Sterbecke (Schalksmühle)
Sterbecke ist ein Ortsteil der Gemeinde Schalksmühle im Märkischen Kreis im Regierungsbezirk Arnsberg in Nordrhein-Westfalen (Deutschland).

## Lage und Beschreibung
Der Wohnplatz befindet sich am Oberlauf des gleichnamigen Bachs Sterbecke nahe der Bundesautobahn 45. Der Ort ist über eine Zufahrt aus Heedfeld und Eichholz erreichbar.
Weitere Nachbarorte auf dem Schalksmühler Gemeindegebiet sind Worth, Wersbecke, Winkeln, Rehweg, Wersbecke, Kuhlenkeppig, Schnarüm, Amphop, Gelstern, Häuschen, Altenhülscheid, Dornbusch und Hülscheid.

## Geschichte
Sterbecke gehörte bis zum 19. Jahrhundert der Midder Bauerschaft des Kirchspiels Hülscheid an. Ab 1816 war der Ort Teil der Gemeinde Hülscheid in der Bürgermeisterei Halver im Kreis Altena, 1818 lebten 24 Einwohner im Ort. Der laut der Ortschafts- und Entfernungs-Tabelle des Regierungs-Bezirks Arnsberg als Hof kategorisierte Ort besaß unter dem Namen Sterpke 1839 vier Wohnhäuser und sieben landwirtschaftliche Gebäude. Zu dieser Zeit lebten 35 Einwohner im Ort, allesamt evangelischen Bekenntnisses.
1844 wurde die Gemeinde Hülscheid mit Sterbecke von dem Amt Halver abgespaltet und dem neu gegründeten Amt Lüdenscheid zugewiesen.
Der Ort ist auf der Preußischen Uraufnahme von 1840 unter dem Namen Sterbecke verzeichnet. Ab der Preußischen Neuaufnahme von 1892 ist der Ort auf Messtischblättern der TK25 als Sterbecke verzeichnet.
Die Gemeinde- und Gutbezirksstatistik der Provinz Westfalen führt 1871 den Ort als Hof unter dem Namen Sterbecke mit sechs Wohnhäuser und 48 Einwohnern auf.  Das Gemeindelexikon für die Provinz Westfalen gibt 1885 für Sterbecke eine Zahl von 37 Einwohnern an, die in fünf Wohnhäusern lebten. 1895 besitzt der Ort fünf Wohnhäuser mit 30 Einwohnern, 1905 werden fünf Wohnhäuser und 39 Einwohner angegeben.
1969 wurden die Gemeinden Hülscheid und Schalksmühle zur amtsfreien Großgemeinde (Einheitsgemeinde) Schalksmühle im Kreis Altena zusammengeschlossen und Sterbecke gehört seitdem politisch zu Schalksmühle, das 1975 auf Grund des Sauerland/Paderborn-Gesetzes Teil des neu geschaffenen Märkischen Kreises wurde.